# والدک، هسن
شهر والدک، هسن (به آلمانی: Waldeck, Hesse) در ایالت هسن در کشور آلمان واقع شده‌است.